# Borgo Val di Taro

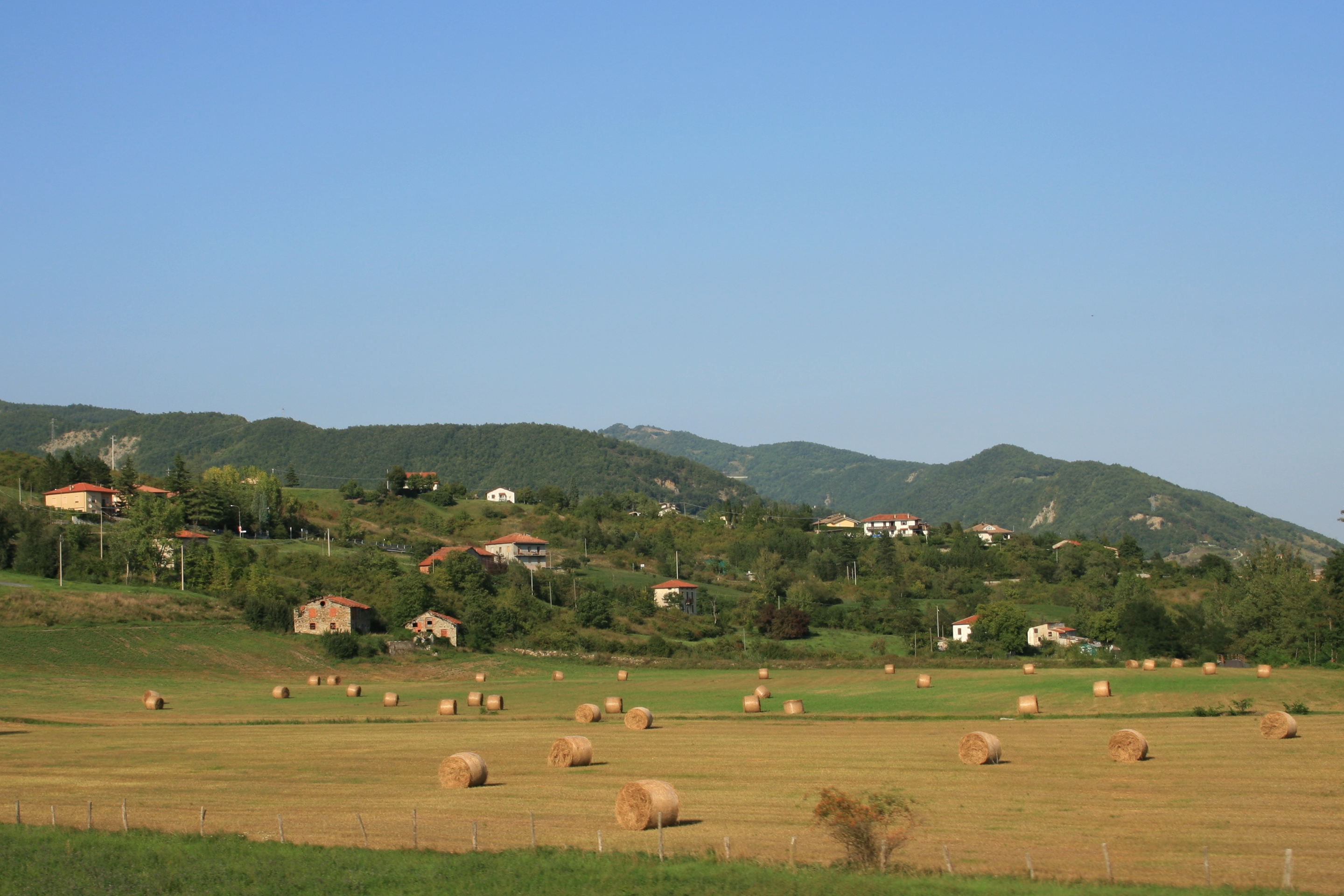
Pola w okolicy Borgo

Borgo Val di Taro – miejscowość i gmina we Włoszech, w regionie Emilia-Romania, w prowincji Parma.
Według danych na rok 2004 gminę zamieszkiwało 7077 osób, 46,6 os./km².